# Štefan Polák
Štefan Polák (22. dubna 1940 Plavecký Peter – 7./8. října 1987 Borovce) byl slovenský římskokatolický kněz. Byl členem prokomunistického sdružení Pacem in terris a spolupracoval se Státní bezpečností. Po setkání s papežem Janem Pavlem II. chtěl spolupráce zanechat a členství v Pacem in terris se vzdal.
V říjnu 1987 byl brutálně zavražděn. Skutečný pachatel vraždy nebyl nikdy odhalen. Podle některých zdrojů stála za jeho smrtí Státní bezpečnost.

## Život
Štefan Polák byl vysvěcen na kněze v roce 1974, kdy mu bylo 34 let. Od roku 1981 působil jako administrátor farnosti v Borovcích u Piešťan.
Stal se členem sdružení Pacem in terris a navázal spolupráci se Státní bezpečností. Když se však v Římě setkal s papežem Janem Pavlem II., chtěl spolupráci ukončit. Vzdal se také členství v Pacem in terris. Podle historika Ústavu paměti národa Pavla Jakubčina Polákovi kvůli jeho aktivnímu pastoračnímu působení a kontaktům se Svatým stolcem několik let ztrpčovali život příslušníci StB.
V noci na 8. října 1987 byl na faře v Borovcích zavražděn. Několik dní předtím byla fara pod stálým dohledem policie nebo StB, knězi někdo v anonymních telefonátech vyhrožoval, že bude zabit. Tisk poté referoval o „loupežné vraždě“, pachatelé však nic neodcizili.
Štefan Polák byl pohřben ve své rodné obci Plavecký Peter v Trnavském kraji.

### Vyšetřování úmrtí
Případ vyšetřovala kriminální policie i Státní bezpečnost. Za pachatele byl označen bezdomovec Ladislav Mácháč, který byl v únoru 1989 odsouzen ke 13 letům vězení. V říjnu téhož roku byl však obžaloby zproštěn.
Po roce 1989 byl případ třikrát znovu otevřen. Pachatel nebyl usvědčen, původně obviněný Ladislav Mácháč byl v roce 1993 nalezen mrtev u železniční trati poté, co údajně vypadl z vlaku.